# Flybe
Flybe, estilizado como flybe, fue una aerolínea con base en el Aeropuerto Internacional de Birmingham-West Midlands, Inglaterra. 

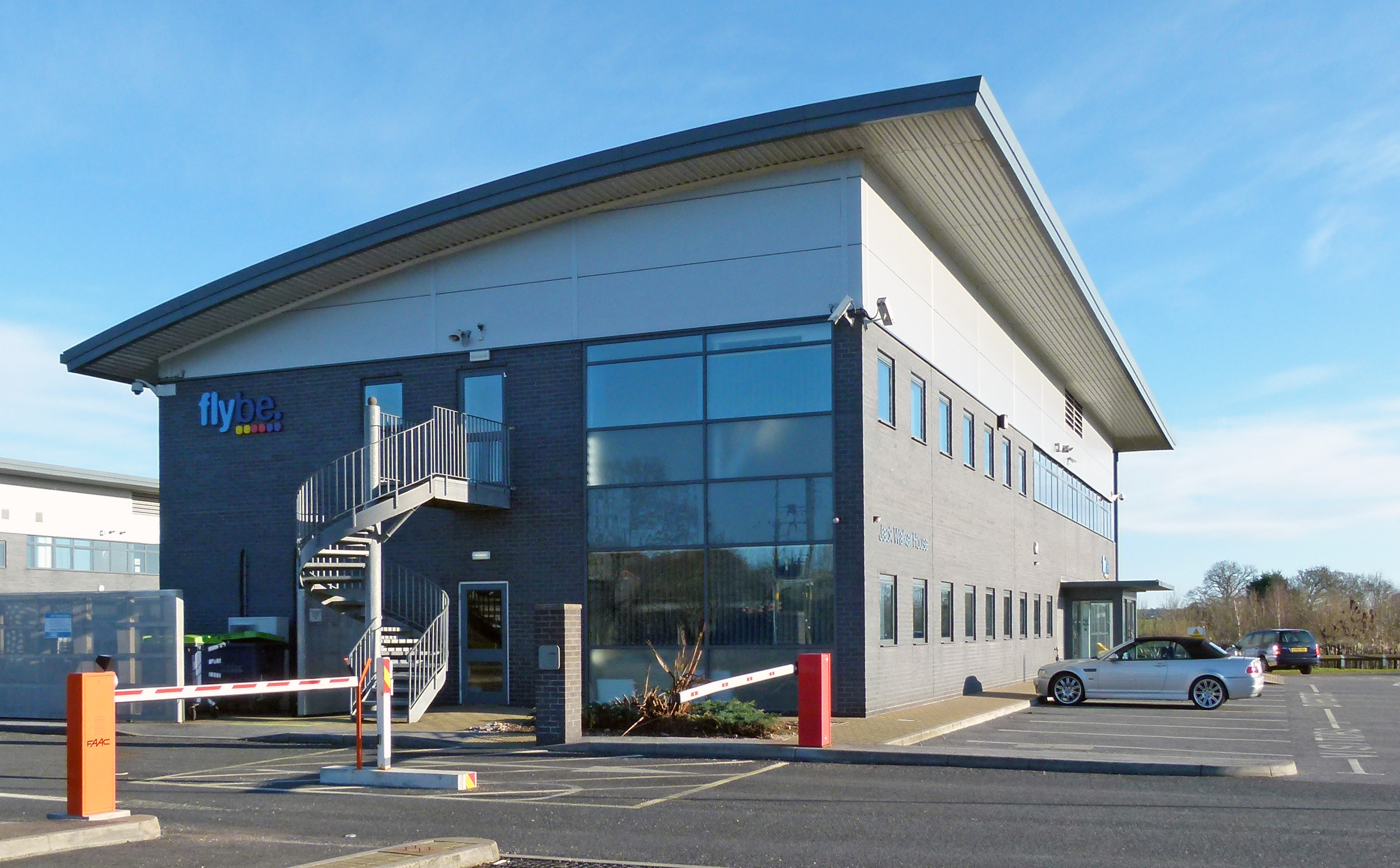
Jack Walker House, la sede de Flybe, Aeropuerto Internacional de Exeter

## Historia

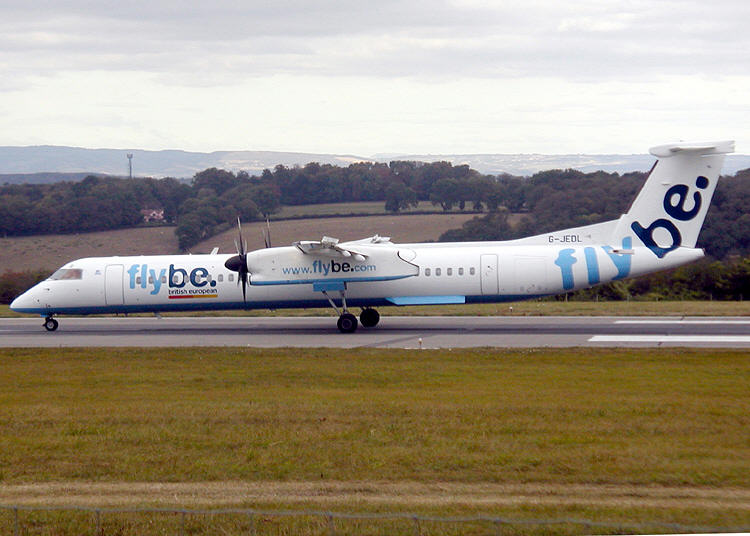
Avión de Havilland Dash 8 twin-turboprop de Flybe.

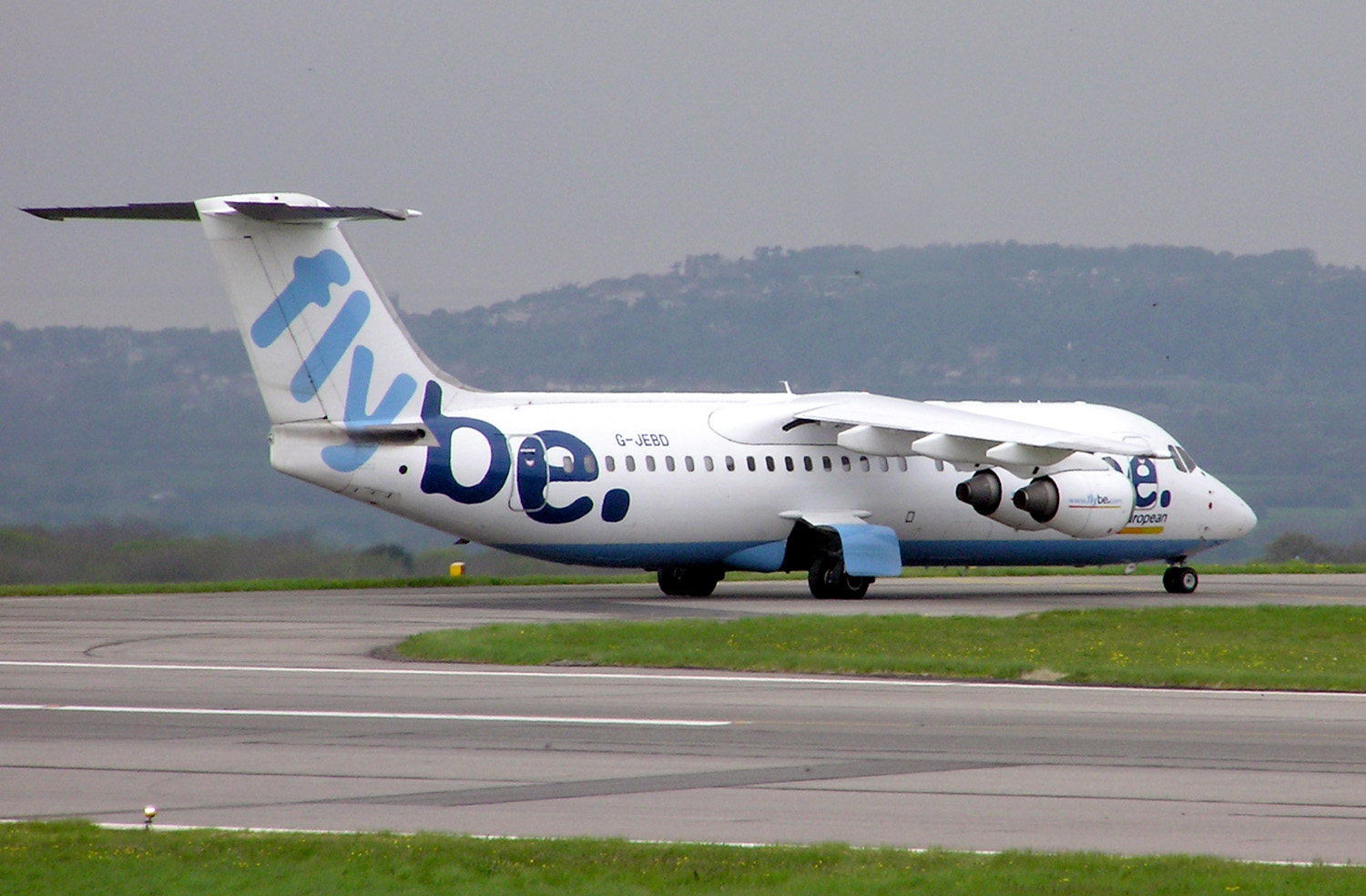
Avión British Aerospace 146 de Flybe, estos aviones fueron remplazados en 2006 por los Embraer ERJ-195.

La aerolínea inició operaciones el 1 de noviembre de 1979 con el nombre de Jersey European Airways, al adquirir las operaciones de Intra Airways. En 1983 fue adquirida por el Grupo Walker Steel que ya poseía la aerolínea Spacegrand Aviation con base en Blackpool. Inicialmente las dos aerolíneas operaron separadamente, con gerencia parcialmente compartida, hasta 1985, cuando se unieron bajo el nombre Jersey European Airways.
La aerolínea cambió su nombre por British European Airways en junio de 2000 para más tarde recortar el nombre en Flybe desde el 18 de julio de 2002 y reubicarse como una aerolínea de bajo coste. 
Fue la aerolínea regional más grande de Europa, cubriendo 99 rutas hacia 40 destinos. Contaba con bases secundarias en los aeropuertos de Southampton, Birmingham y Belfast.
El 5 de marzo de 2020, después de que el gobierno del Reino Unido no otorgó un préstamo solicitado de 100 millones de £ (unos 129 millones de $), Flybe cesó todas las operaciones. La aerolínea, que había estado en dificultades financieras los últimos meses, afirmó que estas se vieron agravadas por el impacto en la aviación de la pandemia del COVID-19.
En octubre de 2020 trascendió que la compañía Thyme Opco había llegado a un acuerdo con los administradores para comprar la marca Flybe y relanzar la aerolínea en 2021, sujeto a la aprobación de los reguladores.
En abril de 2021 la compañía se renombró como Flybe Limited, obtuvo la licencia para operar, las licencias de ruta y los espacios en los aeropuertos y anunció su relanzamiento para el verano de 2021. 
La compañía reinició sus operaciones en el 13 de abril de 2022 con una flota de 2 aviones.
La nueva sede de la empresa se encuentra en Diamond House en el aeropuerto de Birmingham, donde Flybe tiene su base de operaciones.
El día 28 de enero de 2023 cesó su actividad y canceló todos sus vuelos.

## Incidentes y accidentes
El 4 de agosto de 2005, el vuelo BE282 de Flybe entre Birmingham y Edimburgo se llenó de humo, aparentemente proveniente de un baño delantero. El avión fue desviado hacia el aeropuerto de Leeds, donde todos los pasajeros y la tripulación fueron evacuados sin daños.
El 12 de febrero de 2014 el piloto de un avión de Flybe logró aterrizar con una sola mano después de que las prótesis de su brazo izquierdo se desenganchara. No hubo heridos.

## Destinos
Flybe operaba las siguientes rutas (en enero de 2016):

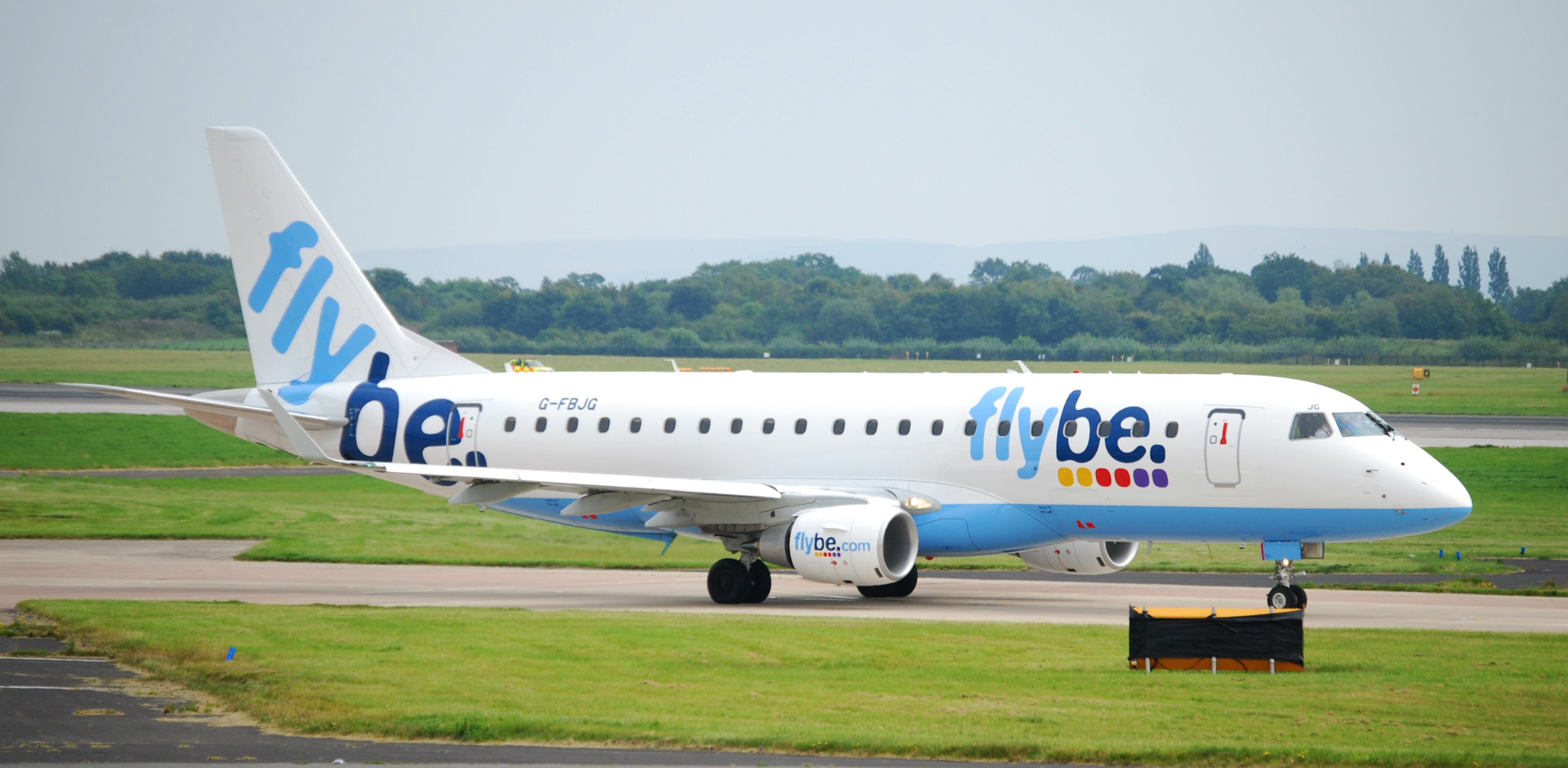
Embraer E-175 de Flybe, parte de las aeronaves Embraer E-Jets que tenía la aerolínea hasta 2020.

| Países          | Destinos    | Aeropuertos                                    | Notas           |
| --------------- | ----------- | ---------------------------------------------- | --------------- |
| Alemania        | Berlín      | Aeropuerto de Berlín-Tegel                     |                 |
| Alemania        | Düsseldorf  | Aeropuerto de Düsseldorf                       |                 |
| Alemania        | Hannover    | Aeropuerto de Hannover                         |                 |
| Alemania        | Múnich      | Aeropuerto de Múnich                           |                 |
| Alemania        | Stuttgart   | Aeropuerto de Stuttgart                        |                 |
| Austria         | Innsbruck   | Aeropuerto de Innsbruck                        | Estacional      |
| Bélgica         | Amberes     | Aeropuerto de Amberes-Deurne                   |                 |
| Bulgaria        | Sofía       | Aeropuerto de Sofía                            | Estacional      |
| Croacia         | Dubrovnik   | Aeropuerto de Dubrovnik                        | Estacional      |
| Croacia         | Zadar       | Aeropuerto de Zadar                            | Estacional      |
| España          | Alicante    | Aeropuerto de Alicante-Elche                   |                 |
| España          | Málaga      | Aeropuerto de Málaga                           |                 |
| España          | Mallorca    | Aeropuerto de Palma de Mallorca                | Estacional      |
| Francia         | Aviñón      | Aeropuerto de Aviñón-Provenza                  | Estacional      |
| Francia         | Bastia      | Aeropuerto de Bastia-Poretta                   | Estacional      |
| Francia         | Bergerac    | Aeropuerto de Bergerac Dordoña-Périgord        | Estacional      |
| Francia         | Biarritz    | Aeropuerto de Biarritz-Anglet-Bayonne          |                 |
| Francia         | Burdeos     | Aeropuerto de Burdeos-Mérignac                 | Estacional      |
| Francia         | Brest       | Aeropuerto de Brest-Bretagne                   | Estacional      |
| Francia         | Chambéry    | Aeropuerto de Chambéry                         | Estacional      |
| Francia         | Grenoble    | Aeropuerto de Grenoble-Isère                   | Estacional      |
| Francia         | La Rochelle | Aeropuerto de La Rochelle – Isla de Ré         | Estacional      |
| Francia         | Limoges     | Aeropuerto de Limoges                          | Estacional      |
| Francia         | Lyon        | Aeropuerto de Lyon-Saint Exupéry               |                 |
| Francia         | Nantes      | Aeropuerto de Nantes Atlantique                | Estacional      |
| Francia         | París       | Aeropuerto Internacional Charles de Gaulle     |                 |
| Francia         | Perpiñán    | Aeropuerto de Perpiñán-Rivesaltes              | Estacional      |
| Francia         | Rennes      | Aeropuerto de Rennes Saint-Jacques             |                 |
| Francia         | Toulon      | Aeropuerto de Toulon-Hyères                    |                 |
| Francia         | Toulouse    | Aeropuerto de Toulouse-Blagnac                 |                 |
| Irlanda         | Dublín      | Aeropuerto de Dublín                           |                 |
| Irlanda         | Cork        | Aeropuerto de Cork                             |                 |
| Irlanda         | Knock       | Aeropuerto de Knock                            |                 |
| Italia          | Milán       | Aeropuerto de Milán-Malpensa                   |                 |
| Italia          | Roma        | Aeropuerto de Roma-Fiumicino                   |                 |
| Italia          | Venecia     | Aeropuerto Internacional Marco Polo            |                 |
| Italia          | Verona      | Aeropuerto de Verona-Villafranca               | Estacional      |
| Isla de Man     | Isla de Man | Aeropuerto de la Isla de Man                   | Estacional      |
| Jersey          | Jersey      | Aeropuerto de Jersey                           |                 |
| Luxemburgo      | Luxemburgo  | Aeropuerto de Luxemburgo                       |                 |
| Países Bajos    | Ámsterdam   | Aeropuerto de Ámsterdam-Schiphol               |                 |
| Países Bajos    | Groningen   | Aeropuerto de Groningen Eelde                  |                 |
| Países Bajos    | Róterdam    | Aeropuerto de Róterdam-La Haya                 |                 |
| Portugal        | Faro        | Aeropuerto de Faro                             | Estacional      |
| Suiza           | Ginebra     | Aeropuerto de Ginebra                          | Estacional      |
| Suiza           | Zúrich      | Aeropuerto de Zúrich                           |                 |
| Reino Unido     | Aberdeen    | Aeropuerto de Aberdeen                         | Base secundaria |
| Reino Unido     | Belfast     | Aeropuerto de la Ciudad de Belfast George Best | Base secundaria |
| Reino Unido     | Birmingham  | Aeropuerto de Birmingham                       | Base principal  |
| Reino Unido     | Cardiff     | Aeropuerto Internacional de Cardiff            |                 |
| Reino Unido     | Doncaster   | Aeropuerto de Doncaster Sheffield              | Base secundaria |
| Reino Unido     | Darlington  | Aeropuerto de Durham Tees Valley               | Estacional      |
| Reino Unido     | Edimburgo   | Aeropuerto de Edimburgo                        | Base secundaria |
| Reino Unido     | Exeter      | Aeropuerto de Exeter                           | Base principal  |
| Reino Unido     | Glasgow     | Aeropuerto Internacional de Glasgow            | Base secundaria |
| Reino Unido     | Guernsey    | Aeropuerto de Guernsey                         |                 |
| Reino Unido     | Inverness   | Aeropuerto de Inverness                        | Base secundaria |
| Reino Unido     | Leeds       | Aeropuerto de Leeds Bradford                   |                 |
| Reino Unido     | Liverpool   | Aeropuerto de Liverpool John Lennon            | Estacional      |
| Reino Unido     | Londres     | Aeropuerto de la Ciudad de Londres             |                 |
| Reino Unido     | Londres     | Aeropuerto de Londres-Gatwick                  |                 |
| Reino Unido     | Londres     | Aeropuerto de Londres-Heathrow                 |                 |
| Reino Unido     | Mánchester  | Aeropuerto de Mánchester                       | Base principal  |
| Reino Unido     | Newcastle   | Aeropuerto de Newcastle                        |                 |
| Reino Unido     | Newquay     | Aeropuerto de Newquay                          | Base secundaria |
| Reino Unido     | Norwich     | Aeropuerto de Norwich                          |                 |
| Reino Unido     | Nottingham  | Aeropuerto de East Midlands                    |                 |
| Reino Unido     | Southampton | Aeropuerto de Southampton                      | Base secundaria |
| República Checa | Praga       | Aeropuerto de Praga                            |                 |

## Flota histórica
La flota de Flybe estuvo formada por las siguientes aeronaves:
| Aeronaves                            | Total | Introducido | Retirado |
| ------------------------------------ | ----- | ----------- | -------- |
| ATR 42                               | 1     | 2016        | 2018     |
| ATR 72                               | 11    | 2014        | 2020     |
| BAe Jetstream 41                     | 1     | 2017        | 2019     |
| BAC 1-11                             | 1     | 1997        | 1998     |
| Boeing 737-300                       | 4     | 2005        | 2006     |
| Bombardier CRJ-200                   | 4     | 2000        | 2003     |
| British Aerospace 146                | 28    | 2002        | 2008     |
| British Aerospace ATP                | 1     | 1998        | 1999     |
| De Havilland Canada Dash 8           | 93    | 2002        | 2020     |
| De Havilland Canada DHC-6 Twin Otter | 6     | 1980        | 2018     |
| Dornier 328                          | 1     | 2014        | 2017     |
| Douglas DC-3                         | 2     | 1979        | 2020     |
| Embraer E-175                        | 11    | 2011        | 2020     |
| Embraer E-195                        | 15    | 2006        | 2020     |
| Embraer EMB-110 Bandeirante          | 5     | 1980        | 1992     |
| Embraer ERJ-145                      | 25    | 2007        | 2009     |
| Fokker F27 Friendship                | 13    | 1983        | 1999     |
| Hawker Siddeley HS 748               | 2     | 1989        | 1992     |
| Saab 340                             | 5     | 2008        | 2020     |
| Saab 2000                            | 1     | 2014        | 2017     |
| Short 330                            | 3     | 1976        | 1988     |
| Short 360                            | 7     | 1987        | 2000     |
| Vickers Viscount                     | 3     | 1979        | 1980     |